# Srinivasa Ramanujan
Srīnivāsa Rāmānujan Iyengar FRS (/ˈsriːnɪvɑːsə rɑːˈmɑːnʊdʒən/; tên khai sinh là Srinivasa Ramanujan Aiyangar, IPA: [sriːniʋaːsa ɾaːmaːnud͡ʑan ajːaŋgar]; 22 tháng 12 năm 1887 – 26 tháng 4 năm 1920) là nhà toán học người Ấn Độ, nổi tiếng là người dù không được đào tạo bài bản về toán học thuần túy, ông đã có những đóng góp đáng kể cho giải tích toán học, lý thuyết số, chuỗi vô tận và các liên phân số.

## Cuộc đời
Ông sinh ra và lớn lên tại Erode, Tamil Nadu, Ấn Độ rồi làm quen với toán học năm lên 10 tuổi. Ông cho thấy năng khiếu đặc biệt về toán khi được tặng một quyển sách lượng giác cao cấp của S L Loney. Năm lên 13 ông đã thành thục quyển sách này nên bắt đầu tìm cách tự phát minh ra các định lý toán học. Năm lên 17 ông tự nghiên cứu về số Bernoulli và hằng số Euler-Mascheroni. Ông nhận học bổng vào một đại học công ở Kumbakonam nhưng rớt ngay năm đầu do không đạt các môn không phải toán học. Sau đó ông vừa làm nhân viên tại một cơ quan nhà nước để có chi phí theo đuổi ngành toán tại một đại học khác. Trong hai năm 1912-1913 ông gửi vài công trình đến ba vị giáo sư ở đại học Cambridge nhưng chỉ có G. H. Hardy nhận ra tài năng của ông, nên giáo sư Hardy đã mời ông sang Anh làm học trò mình tại Cambridge.
Trong quãng đời ngắn ngủi Ramanujan đã độc lập công bố gần 3900 kết quả nghiên cứu phần lớn thuộc lĩnh vực phương trình và đồng nhất thức, mà ngày nay hầu hết được công nhận chính xác trừ vài kết quả sai hoặc đã có trước khi ông đưa ra. Một số công trình của ông vẫn là nền tảng và chưa được hoàn thiện như số nguyên tố Ramanujan, hàm theta Ramanujan đã cuốn hút nhiều nghiên cứu đi sâu vào các đề tài này. Tạp chí Ramanujan ra đời để công bố các nghiên cứu toán học có ảnh hưởng từ công trình của ông.

## Tác phẩm chọn lọc của Ramanujan
- Collected Papers of Srinivasa Ramanujan, by Srinivasa Ramanujan, G. H. Hardy, P. V. Seshu Aiyar, B. M. Wilson, Bruce C. Berndt (AMS, 2000, ISBN 0-8218-2076-1)

This book was originally published in 1927 after Ramanujan's death. It contains the 37 papers published in professional journals by Ramanujan during his lifetime. The third re-print contains additional commentary by Bruce C. Berndt.
- Notebooks (2 Volumes), S. Ramanujan, Tata Institute of Fundamental Research, Bombay, 1957.

These books contain photo copies of the original notebooks as written by Ramanujan.
- The Lost Notebook and Other Unpublished Papers, by S. Ramanujan, Narosa, New Delhi, 1988.

This book contains photo copies of the pages in the "Lost Notebook".

## Tác phẩm chọn lọc viết về Ramanujan cùng công trình của ông
- Berndt, Bruce C. "An Overview of Ramanujan's Notebooks." Charlemagne and His Heritage: 1200 Years of Civilization and Science in Europe. Ed. P. L. Butzer, W. Oberschelp, and H. Th. Jongen. Turnhout, Belgium: Brepols, 1998. 119-146. Text
- Berndt, Bruce C., and George E. Andrews. Ramanujan's Lost Notebook, Part I. New York: Springer, 2005. ISBN 0-387-25529-X.
- Berndt, Bruce C., and George E. Andrews. Ramanujan's Lost Notebook, Part II. New York: Springer, 2008. ISBN 978-0-387-77765-8
- Berndt, Bruce C., and Robert A. Rankin. Ramanujan: Letters and Commentary. Vol. 9. Providence, Rhode Island: American Mathematical Society, 1995. ISBN 0-8218-0287-9.
- Berndt, Bruce C., and Robert A. Rankin. Ramanujan: Essays and Surveys. Vol. 22. Providence, Rhode Island: American Mathematical Society, 2001. ISBN 0-8218-2624-7.
- Berndt, Bruce C. Number Theory in the Spirit of Ramanujan. Providence, Rhode Island: American Mathematical Society, 2006. ISBN 0-8218-4178-5.
- Berndt, Bruce C. Ramanujan's Notebooks, Part I. New York: Springer, 1985. ISBN 0-387-96110-0.
- Berndt, Bruce C. Ramanujan's Notebooks, Part II. New York: Springer, 1999. ISBN 0-387-96794-X.
- Berndt, Bruce C. Ramanujan's Notebooks, Part III. New York: Springer, 2004. ISBN 0-387-97503-9.
- Berndt, Bruce C. Ramanujan's Notebooks, Part IV. New York: Springer, 1993. ISBN 0-387-94109-6.
- Berndt, Bruce C. Ramanujan's Notebooks, Part V. New York: Springer, 2005. ISBN 0-387-94941-0.
- Hardy, G. H. Ramanujan. New York, Chelsea Pub. Co., 1978. ISBN 0-8284-0136-5
- Hardy, G. H. Ramanujan: Twelve Lectures on Subjects Suggested by His Life and Work. Providence, Rhode Island: American Mathematical Society, 1999. ISBN 0-8218-2023-0.
- Henderson, Harry. Modern Mathematicians. New York: Facts on File Inc., 1995. ISBN 0-8160-3235-1.
- Kanigel, Robert. The Man Who Knew Infinity: a Life of the Genius Ramanujan. New York: Charles Scribner's Sons, 1991. ISBN 0-684-19259-4.
- Leavitt, David. The Indian Clerk. Luân Đôn: Bloomsbury, 2007. ISBN 978-0-7475-9370-6 (paperback).
- Narlikar, Jayant V. Scientific Edge: the Indian Scientist From Vedic to Modern Times. New Delhi, India: Penguin Books, 2003. ISBN 0-14-303028-0.
- T.M.Sankaran. "Srinivasa Ramanujan- Ganitha lokathile Mahaprathibha", (in Malayalam), 2005, Kerala Sastra Sahithya Parishath, Kochi.

### Truyền thông
- "Film to celebrate mathematics genius". BBC. Truy cập ngày 24 tháng 8 năm 2006.
- Feature Film on Mathematics Genius Ramanujan by Dev Benegal and Stephen Fry
- BBC radio programme about Ramanujan - episode 5
- A biographical song about Ramanujan's life

### Tiểu sử
- Biographical essay on Ramanujan Lưu trữ ngày 13 tháng 10 năm 2007 tại Wayback Machine
- Biography of this mathematical genius at World of Biography Lưu trữ ngày 27 tháng 6 năm 2010 tại Wayback Machine
- Srinivasan Ramanujan in One Hundred Tamils of 20th Century
- Srinivasa Aiyangar Ramanujan[liên kết hỏng]
- A short biography of Ramanujan
- "A passion for numbers" Lưu trữ ngày 13 tháng 10 năm 2007 tại Wayback Machine

### Khác
- A Study Group For Mathematics: Srinivasa Ramanujan Iyengar Lưu trữ ngày 30 tháng 6 năm 2006 tại Wayback Machine
- The Ramanujan Journal Lưu trữ ngày 26 tháng 1 năm 2002 tại Wayback Machine - An international journal devoted to Ramanujan
- International Math Union Prizes Lưu trữ ngày 25 tháng 11 năm 2005 tại Wayback Machine, including a Ramanujan Prize.
- Complicite Production of "A Disappearing Number" Lưu trữ ngày 5 tháng 2 năm 2007 tại Wayback Machine - a play about Ramanujan's work
- Hindu.com: Norwegian and Indian mathematical geniuses Lưu trữ ngày 20 tháng 1 năm 2005 tại Wayback Machine, RAMANUJAN — Essays and Surveys Lưu trữ ngày 3 tháng 12 năm 2006 tại Wayback Machine, Ramanujan's growing influence Lưu trữ ngày 3 tháng 1 năm 2004 tại Wayback Machine, Ramanujan's mentor Lưu trữ ngày 28 tháng 6 năm 2004 tại Wayback Machine